# Norfolk terrier
Norfolk terrier[Nota] é uma raça canina oriunda do Reino Unido. A norfolk foi desenvolvida por Mr. Frank "Roughrider" Jones como sendo de trabalho. Chamada norwich, a raça tinha uma grande variedade de tamanho, pelagem, cor e até mesmo tipo da orelha. Com base nessas diferenças, uma nova raça nasceu, de orelhas caídas e corpo menor, chamada norfolk. Fisicamente, é um dos menores terriers, de temperamento considerado valente e brincalhão.